# Atomaria peltataeformis
Atomaria peltataeformis är en skalbaggsart som beskrevs av Sjöberg 1947. Atomaria peltataeformis ingår i släktet Atomaria, och familjen fuktbaggar. Arten är reproducerande i Sverige.